# Камас (округ)
Ка́мас (англ. Camas) — округ в штате Айдахо. Административным центром является город Фэрфилд.

## История
Округ Камас был основан 6 февраля 1917 года. Название округа пошло от камассии, растения из семейства агавовых, луковицами которого питались первые поселенцы.

## Население
По состоянию на июль 2008 года население округа составляло 1 126 человек. С 2003 года население увеличилось на 8,79 %. Ниже приводится динамика численности населения округа.

## География
Округ Камас располагается в центральной части штата Айдахо. Площадь округа составляет 2 795 км², из которых 11 км² (0,38 %) занято водой.
|       |        |          |  |  |
| Элмор | север  | Блейн    |  |  |
| Элмор | Камас  | Блейн    |  |  |
| Элмор | юг     | Блейн    |  |  |
|       | Гудинг | Линкольн |  |  |

### Дороги

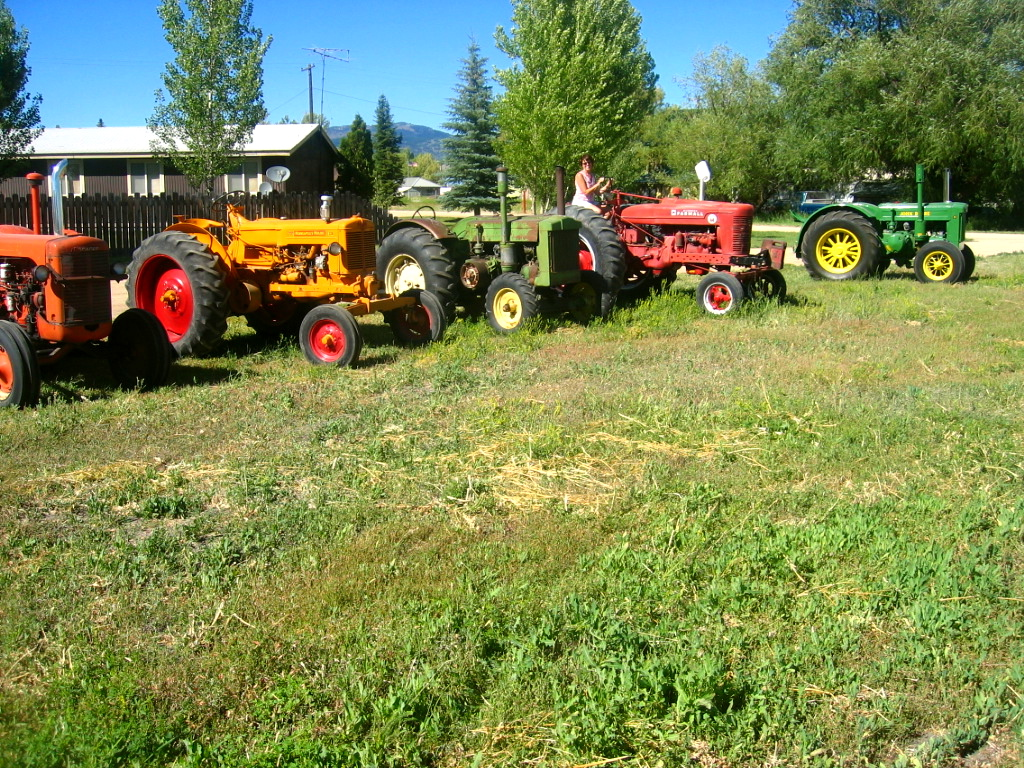
Тракторы в Фэрфилде

- — US 20